# 会同县
会同县位于中國湖南省西南边缘、怀化市南部，为怀化市辖县。是共和国第一大将粟裕的故乡，也是驰名全国的“广木之乡”。辖域总面积为2,245平方公里；常住总人口約30万人。县治林城镇。

## 历史
春秋战国时，属楚国地；两汉、三国为镡成县地，属武陵郡；东晋为舞阳县地，梁为龙檦县地，唐贞观八年，析龙标县置朗溪县，属巫州；北宋崇宁元年置三江县，次年（公元1103年）改名会同县，属靖州。县名取自《周礼》：“时见曰会，殷见曰同。”

## 地理
会同地处雪峰山脉和云贵高原边缘。相邻县级行政区有，西邻贵州天柱县，南界湖南靖州苗族侗族自治县，东与绥宁县接壤，北部和洪江市相连。
渠水（位于县境西部）和巫水（位于县境东部）两大水系由南向北纵贯全境。分别在洪江市托口镇和洪江区汇入沅江。
主要山峰有雪峰山1477.4米，金龙山1075米，八仙山744米，山盆坡，海拔935米。

## 交通
焦柳铁路、 209国道纵贯全境。

## 行政区划
会同县下辖8个镇、4个乡、6个民族乡：
林城镇、坪村镇、堡子镇、团河镇、若水镇、广坪镇、马鞍镇、金竹镇、沙溪乡、金子岩侗族苗族乡、高椅乡、宝田侗族苗族乡、漠滨侗族苗族乡、蒲稳侗族苗族乡、青朗侗族苗族乡、炮团侗族苗族乡、地灵乡和连山乡。

## 政治

### 现任领导
| 机构     | 会同县人民政府 县长 | · 中国共产党 · 会同县委员会 · 书记 | 会同县人民代表大会 常务委员会 主任 | · 中国人民政治协商会议 · 会同县委员会 · 主席 |
| -------- | ------------------- | ---------------------------------- | ---------------------------------- | -------------------------------------------- |
| 姓名     | 苏振                | 伍罕鸣                             | 刘拥军                             | 兰利华                                       |
| 民族     | 土家族              | 汉族                               | 汉族                               | 侗族                                         |
| 出生地   | 湖南省慈利县        | 湖南省东安县                       | 湖南省邵东县                       |                                              |
| 出生日期 | 1982年11月（42歲）  | 1972年8月（52歲）                  | 1969年3月（55—56歲）               | 1974年11月（50歲）                           |
| 就任日期 | 2021年6月           | 2022年1月                          | 2021年1月                          | 2020年11月                                   |

## 人口
2020年末，全县常住人口为291067人，与2010年第六次全国人口普查的318686人相比，减少27619人，下降8.67%。其中，居住在城镇的人口为112469人，占38.64%；居住在乡村的人口为178598人，占61.36%。与2010年第六次全国人口普查相比，城镇人口比重提高13.69个百分点。
2004年末，全县总人口达345482人，其中农业人口307460人，非农业人口38022人，人口自然增长率为9.1‰。

## 经济
全县国内生产总值为161,924万元（2004年）。
工业以森工、建材、机械、电力、化工、采矿和食品加工为支柱。经过50年的建设，会同的工业由解放初期从事手工业生产的几个行业部门，发展到拥有机械、电力、森工、建材、酿酒、化工、皮革、服装、食品、矿山开采等工业门类。商业贸易也日趋繁荣。目前，全县拥有工商企业6200多家（其中乡以上工业企业 132家）、商业网点2800多个、规模较大的集贸市场30多个。

## 风景名胜
会同地处山林地区，山美水秀。境内拥有丰富的旅游资源，有“华夏同始祖，天下共连山”的炎帝故里；有粟裕故居和纪念馆；有被誉为“古民居建筑活化石、古村落发展建筑史书、耕读文化完美典范、江南第一古村”的国家重点文物保护单位高椅古村；有堪称“中国南方生物基因库”、“小张家界”的鹰嘴界国家级自然保护区等等。
- 粟裕故居
- 诸葛井
- 高椅村
- 鹰嘴界国家级自然保护区
- 九洞
- 金龙宝顶

## 名人
- 粟裕